# غريت كونز
غريت كونز (بالألمانية: Grete Kunz)‏ هي مبارزة بالسيف نمساوية، (و. 1908  م).

## وصلات خارجية
- غريت كونز على موقع أوليمبيديا (الإنجليزية)